# Datorspelsproducent
En datorspelsproducent är en person som ansvarar för utvecklingen och finansieringen av ett datorspel.
Den första dokumenterade användningen av termen producent i datorspelssammanhang var när Trip Hawkins införde positionen när han grundade Electronic Arts 1982.